# Zaidín (kommun)
Zaidín är en kommun i Spanien.   Den ligger i provinsen Provincia de Huesca och regionen Aragonien, i den nordöstra delen av landet, 400 km öster om huvudstaden Madrid. Antalet invånare är 1 750.